# OSF Global Services
A OSF Global Services é uma empresa integradora de sistemas e de consultoria em tecnologias na nuvem, atualmente atendendo o mercado de varejo, saúde, financeiro, recursos humanos (RH) entre outros, em 17 países na Europa, América e Ásia. A empresa  é especializada em plataformas de comércio eletrônico, gerenciamento de conteúdo (content management systems (CMS)), soluções de CRM  (Gerenciamento do Relacionamento com Cliente)  e desenvolvimento de aplicativos na nuvem (cloud computing). Com matriz em Quebec, Canadá, a OSF Global Services possui escritórios nos Estados Unidos, Reino Unido, França, Alemanha, Brasil, Itália, Romênia, Ucrânia e Colômbia.

## História
A OSF Global Services foi fundada em 2003 na Cidade de Quebec, Canadá com operações em Bucareste, Romênia. Em 2004, a OSF  iniciou os serviços de  implementação, desenvolvimento de software e de soluções móveis nos Estados Unidos e frança. Em 2006, três novos escritórios foram abertos na Romênia. Em 2008 a companhia expandiu-se até a Ucrânia, inaugurando uma nova filial em Chernivtsi. Em 2009 a empresa marca presença na  América do Norte ao inaugurar o primeiro escritório em Boston, Massachusetts. Neste mesmo período a empresa também adquiriu o CodeMyImage, uma ferramenta para conversão em HTML.  Entre 2010 e 2013, novas filiais foram abertas em Paris, Munique, Londres, Milão e São Francisco, atingindo a média de 400 funcionários. Neste período, a OSF rapidamente aumentou seu market share no ramo de comércio eletrônico e CRM na América do Norte e Europa ocidental, realizando uma parceria estratégica com a Demandware, Salesforce.com, Microsoft, Sitecore, Magento e Coveo. No final de 2014, realiza uma nova aliança estratégica com a Bluecom, provedora de serviços em comércio eletrônico para varejistas on-line na China, Japão, Coréia e Sudeste da Ásia, fornecendo um novo ponto de apoio na região  Ásia-Pacífico (APAC). Em 2014 a empresa inaugura um escritório no Rio de Janeiro, Brasil e em 2015 na cidade de Bogotá, Colômbia, expandindo sua atuação até a América do Latina. 

## Linha do Tempo
- 2003: Fundação da  OSF Global Services com operações nas Cidade de Quebec e Bucareste.
- 2004: Conquista seus primeiros clientes nos Estados Unidos e França.
- 2006 – 2007: Abertura de novos escritórios na Romênia.
- 2007: Torna-se uma  Microsoft Gold Partner.
- 2008: Inaugura um escritório em Boston.
- 2009: Assina uma parceria estratégica com a  Demandware[3]
- 2010: Assina uma parceria estratégica com a  Salesforce.
- 2010: Criação das divisões de  CRM, CMS e ERP (Enterprise Resource Planning).
- 2011: Amplia quadro de funcionários para 300 pessoas.
- 2012: Novos escritórios são abertos em Londres, Paris, Munique e Milão.
- 2013: Quadro geral de funcionários ultrapassa 450 pessoas.
- 2014: Inauguração de um escritório no Rio de Janeiro, marcando presença na América do Sul.
- 2014 – 2015: Assina uma parceria estratégica com a Bluecom, na APAC[8].

## Serviços
Como consultora e integradora de tecnologia na nuvem (cloud computing), a OSF  desenvolve tecnologias personalizadas e as integra com aplicativos CORE para seus clientes. A empresa fornece serviços na nuvem, desenvolve aplicativos para dispositivos móveis (mobile application development), soluções integradas de CRM, plataformas de comércio eletrônico e de CMS (content management systems (CMS).

## Premiações
A OSF Global Services foi citada no CRN 2015 Fast Growth 150 List. O ranking anual reconhece os provedores na indústria de soluções tecnológicas com crescimento significativo no período de 2 anos, baseando-se na receita líquida. Entre o período de 2010 a 2012 a OSF dobrou sua receita global. 